# 回:Song of the Sirens
《回:Song of the Sirens》(회:송 오브 더 세이렌스)는 대한민국의 걸 그룹 여자친구의 아홉 번째 미니 음반이다. 타이틀 곡은 〈Apple〉(애플)로, 2020년 7월 13일 카카오M에서 발매되었다. 〈Apple〉과 〈Tarot Cards〉의 일본어 곡이 실린 디지털 싱글 〈回:Song of the Sirens ~Apple~〉이 2020년 10월 21일에 일본에서 발매되었다.

## 개요
전 음반 《回:LABYRINTH》 이후로 5개월 만에 대한민국에서 발매되는 음반으로, ‘回(회) 시리즈’의 두 번째 음반이다. 이 시리즈는 큰 인기를 모은 기존의 콘셉트를 고수할지, 새로운 변화를 추구할지 고민하는 여자친구의 현실을 반영한 시리즈로, 특히 이번 음반에서는 그리스 신화의 세이렌 전설을 차용하여 더욱 확장된 세계관을 꾸몄다. Broken Room, Tilted, Apple의 세 가지 종류로 발매되었다.
타이틀 곡 〈Apple〉은 유혹을 마주하고 또 다시 흔들리는 모습을 서사화한 곡으로, 안무 역시 이에 맞추어 스스로 선택하여 당당하게 살아가는 여성상을 보이고자 하였다. 여자친구는 이 곡으로 데뷔 이래 가장 큰 변화를 꾀하였으며, 여름에 발매되었던 전작들과 다르게 ‘청량마녀’ 콘셉트를 내세우고 있다. 제목 ‘Apple’은 유혹을, 가사 중 ‘마녀’는 욕망을 솔직하게 받아들이는 자신감을 나타내는 상징이다.
2번 트랙 〈눈의 시간〉은 유주가 2016-17년 사이에 바쁘게 활동하던 동안, 자신을 잃지 않기 위하여 보냈던 혼자만의 시간을 ‘태풍의 눈의 시간’이라 불렀던 것에서 아이디어를 얻은 곡이다. 브릿지 부분은 엄지가 작사하였다. 또 6번 트랙 〈북쪽 계단〉은 신비가 활동하면서 느꼈던, 여자친구의 과거, 현재, 미래에 관하여 떠올린 생각을 모티브로 하여 만들어진 곡이다.

## 발매 과정
2020년 5월 25일, 한 언론이 여자친구가 7월에 컴백하며 5월 내로 뮤직 비디오를 촬영한다고 보도하였으나, 쏘스뮤직은 아직 확정된 바가 없다고 밝혔다. 6월 17일에 다른 언론이 여자친구가 최근 뮤직 비디오를 촬영하였고 데뷔 이래 가장 새로운 모습으로 7월에 컴백한다고 보도하였으며, 곧 쏘스뮤직은 공식 팬 커뮤니티 플랫폼인 위버스에서 미니 음반 《回:Song of the Sirens》가 7월 13일에 발매된다고 밝혔다. 6월 26일에 빨간색 미로와 그 위를 나는 파란색 나비가 그려진 컴백 타임 테이블이 공개되었다.
6월 28일에는 〈A Tale of the Glass Bead : Butterfly Effect〉라는 제목의 짧은 영상이 공개되었다. 이 영상은 여섯 멤버가 각자의 선택에 따라 갈라지고, 그들 앞에 붉은 사과나무가 서 있었다는 내용으로, 《回:LABYRINTH》와 연결되면서 동시에 이번 음반을 관통하는 서사를 제시하였다. 7월 6일에는 총 여섯 곡이 실린 트랙 리스트가 게시되면서 타이틀 곡의 제목이 〈Apple〉로 밝혀졌고, 7월 8일에는 전 곡의 하이라이트 메들리가 공개되었다. 이어 7월 10일과 12일에 두 가지의 〈Apple〉 뮤직 비디오 티저가 올라왔다.
세 차례에 걸쳐 콘셉트 사진이 공개되었다. 먼저 6월 30일에는 Broken Room 버전의 사진이 공개되었다. 흐트러진 화장을 한 멤버들은 부서진 방 안에서 서로 다른 곳을 바라보고, 공허한 표정을 짓고 있다. 다음으로 7월 2일에는 Tilted 버전의 사진이 공개되었다. 멤버들은 법복을 입고 단정한 머리 모양을 한 채 텅 빈 공간 안에서 붉은 사과 등의 무게를 저울로 재는 모습이다. 끝으로 7월 4일에는 Apple 버전의 사진이 공개되었다. 멤버들은 은빛으로 화려하게 빛나는 공간에서 붉거나 은빛의 반짝이는 옷을 입고 있다.

## 평가
이즘의 장준환은 〈Apple〉이 여자친구가 종전까지 발매한 곡과 어떤 공통점을 보이지 않고, 여자친구는 학교 3부작 이후 여러 모습으로 변화하였으나 그 양상이 어느 한 지점으로 귀착되지는 않았다고 말하였다. 그러면서도 트렌디하고 세련된 곡인 〈Apple〉을 완성도 높게 잘 부르고 춘 여자친구가 이번 활동을 통하여 기존의 세계관을 전복하고 새로운 세계관으로 나아가고자 하는 시도에 도전하였다고 평가하였다.
아이즈의 김윤하는 〈북쪽 계단〉이 무대 위에서는 조명을 받지만 그 뒤로 어떤 미래가 이어질지 모를 여자친구의 자기 고백을 진솔하게 다루었다고 보았다. 이어 이 노래가 상업화된 음악을 주로 하는 아이돌이 핫펠트의 〈Life Sucks〉, 선미의 〈Black Pearl〉과 같이 진정한 자아를 오롯이 노래하는 드물지만 의미 있는 시도를 하였다고 평가하였다.

## 수록 내용
| #            | 제목                         | 작사·작곡 | 편곡  | 재생 시간 |
| ------------ | ---------------------------- | --- | ----- | --------- |
| 1.           | 〈Apple〉                    | FRANTS, Pdogg, 방시혁, 황현, 은하, Hannah Robinson, Richard Phillips, Alex Nese, Chendy, 유주, 노주환, 김진, 구여름, 이스란 | 3:27  |           |
| 2.           | 〈눈의 시간〉                | Alyssa Ayaka Ichinose, Mike Macdermid, Charlotte Churchman, David Brant, 방시혁, 엄지, 이미성, 이스란, 유주, 김진           | 3:41  |           |
| 3.           | 〈거울의 방〉                | 노주환, 이원종, 디오리, STEVEN LEE, Caroline Gustavsson, 김키위                                                             | 3:27  |           |
| 4.           | 〈Tarot Cards〉              | 정호현, 김연서, Sophia Pae, Val Del Prete, 손고은, 조윤경, 유주, 은하, 엄지                                                 | 3:16  |           |
| 5.           | 〈Crème brûlée→크렘 브륄레〉 | 이우민, Justin Reinstein, Mayu Wakisaka, 이스란                                                                             | 3:18  |           |
| 6.           | 〈북쪽 계단〉                | 방시혁, FRANTS | 4:20  |           |
| 총 재생 시간 | 총 재생 시간                 | 총 재생 시간 | 21:29 |           |

1. 1 2  작곡에만 참여.
2. 1 2 3 4 5 6  작사에만 참여.

### 일본어 버전
〈回:Song of the Sirens ~Apple~〉은 대한민국의 걸 그룹 여자친구가 일본에서 발매하는 디지털 싱글이다. 2020년 10월 21일에 킹레코드를 통해서 발매되었다.
| #            | 제목                      | 재생 시간 |
| ------------ | ------------------------- | --------- |
| 1.           | 〈Apple -JP ver.-〉       | 3:29      |
| 2.           | 〈Tarot Cards -JP ver.-〉 | 3:17      |
| 총 재생 시간 | 총 재생 시간              | 6:46      |

## 차트
| 차트 (2020)                 | 최고 순위 |
| --------------------------- | --------- |
| 대한민국 (가온 차트 ‘주간’) | 3         |
| 대한민국 (가온 차트 ‘월간’) | 7         |

## 수상

### 음악 방송
| 프로그램                 | 날짜            |
| ------------------------ | --------------- |
| SBS MTV 《더 쇼 시즌 5》 | 2020년 7월 21일 |
| MBC MUSIC 《쇼 챔피언》  | 2020년 7월 22일 |
| Mnet 《엠카운트다운》    | 2020년 7월 23일 |